# Nieuw-Beerta
Nieuw-Beerta est un village qui fait partie de la commune d'Oldambt dans la province néerlandaise de Groningue.